# Škálovatelnost
Škálovatelnost neboli rozšiřitelnost je žádoucí vlastnost systému, sítě nebo procesu – schopnost pracovat s náhlými změnami potřeby obsluhy čili zvyšovat sledované parametry v případě, že taková potřeba nastane. V užším smyslu je to nejenom schopnost vydržet náhlou zátěž, ale též hospodárnost, pokud vysoký výkon aktuálně není potřeba.
O škálovatelnosti se mluví v telekomunikacích, softwarovém inženýrství, IT ale i v ekonomii firem.

## Měření škálovatelnosti
Škálovatelnost může být měřena v několika dimenzích, např.:
- administrativní škálovatelnost – schopnost sdílení distribuovaného systému pro zvýšený počet uživatelů
- funkční škálovatelnost – schopnost vylepšit systém přidáváním nových funkcí s minimální režií
- geografická škálovatelnost – schopnost udržovat výkon a efektivitu při fyzickému rozšíření systému do větší oblasti
- zátěžová škálovatelnost – schopnost efektivně využít prostředky při větším zatížení (například v případě přenosu dat)

Za kvality škálovatelnosti se tedy považuje:
- reakce na růst či pokles požadavků
- rychlost této reakce
- náklady spojené s touto reakcí
- absence měnit dané řešení na základě nových parametrů
- hospodárnost (náklady)

## Příklad
U webového serveru, který zajišťuje hlasování do televizní soutěže, předpokládáme, že po skončení pořadu se na náš server připojí několikanásobně více uživatelů než běžně. Jiný příklad je schopnost mobilní sítě vydržet předpokládanou špičku v zasílání SMS zpráv na silvestra krátce před půlnocí. Tato schopnost systému je také potřebná ve firmách, které budou mít potenciální ekonomický růst. Jako škálovatelná se označují (hardwarová, softwarová, jiná) řešení, která se principielně neliší v závislosti na uspokojovaných požadavcích, například různé databázové systémy.

## Typy škálovatelnosti
- horizontální škálování – přidání nebo ubrání prvků systému (kvantitativní změna)
- vertikální škálování – změna vlastností stávajících prvků systému (kvalitativní změna)

## Redundance
Nesprávně provedenou škálovatelnost můžeme chápat jako redundanci (nadbytečnost) – takový systém má pro svoji operabilitu naddimenzované prostředky, které se většinou navíc zbytečně podílejí na nákladech.